# The Penelopiad
The Penelopiad és una novel·la curta de l'escriptora canadenca Margaret Atwood publicada l'any 2005. Forma part de la col·lecció Canongate Myth Series de l'editorial escocesa independent Canongate Books. La col·lecció on s'emmarca l'obra consta d'una sèrie de novel·les curtes basades en antics mites de diferents cultures.
A Espanya, es publica en castellà l'any 2005 a mans de l'editorial Salamandra sota el títol de Penélope y las doce criadas amb la traducció de Gemma Rovira Ortega. La novel·la ha estat reeditada per la mateixa editorial en febrer del 2020. Per una altra banda, l'editorial Blackie Books ha inclòs aquesta obra a la seva edició de l'Odissea (2020) en castellà, edició que forma part de la col·lecció Blackie Books: Clásicos liberados.
The Penelopiad és una reinterpretació del poema èpic grec l'Odissea, atribuït a Homer, i contada des de la perspectiva de l'esposa de l'heroi Odisseu, Penèlope, i les seves dotze criades. Aquesta perspectiva dona protagonisme als personatges femenins, als quals se'ls concedeix la llibertat per contar la versió dels fets que rodegen l'Odissea des de la seva experiència.

## Estructura
L'obra consta de vint-i-nou capítols, disset dels quals constitueixen la narrativa principal per part de Penèlope, mentre que els dotze restants són les intervencions de les dotze criades. Penèlope comença a narrar la seva història en el primer capítol. En els següents, les veus de la protagonista i de les dotze criades s'alternen de manera irregular al llarg de l'obra, tenint les serventes l'última paraula.

## Personatges
- Penèlope: princesa filla de la nàiade Peribea i d'Icari d'Esparta. Es casa amb Odisseu a l'edat de quinze anys.
- Les dotze criades: les criades de Penèlope que van ser condemnades a mort per traïció i ahorcades a la tornada d'Odisseu. Penèlope les havia criat des de petites i tenia una relació pròxima amb elles. La van ajudar a desteixir el sudari de Laertes.
- Odisseu: príncep fill d'Anticlea i Laertes, rei d'Ítaca. Marit de Penèlope. Conegut per la seva astúcia i enginy.
- Telèmac: fill de Penèlope i Odisseu. Era un nadó quan el seu pare va marxar a la Guerra de Troia.
- Euriclea: dida d'Odisseu i posterior confident de Penèlope.
- Helena: filla de Zeus i Leda i cosina de Penèlope. És famosa per la seva bellesa. S'enamora del príncep Paris de Troia i s'escapa amb ell. Ella i Penèlope tenen varies converses a l'Hades al llarg de la novel·la.

## Argument

### La versió de Penèlope
Infantesa
Una Penèlope ja morta narra les seves vivències des de l'Hades. Comença parlant de la seva infància a Esparta, on va créixer amb uns pares amb qui no confiava gaire. El seu pare, Icari, va ordenar que la llencessin al mar quan era petita. Penèlope creu que un oracle va ser el culpable de l'actuació del seu pare. Per la seva banda, la mare era una persona insensible i esquiva. Aquest ambient familiar va afavorir la independència de Penèlope.
Noces i mudança a Ítaca
En el certamen que se celebra per decidir qui es casarà amb Penèlope, un dels pretendents, Odisseu, es guanya la mà de la casadora en una carrera. Penèlope insinúa al lector que Odisseu va jugar brut per guanyar-se-la. No obstant això, s'uneixen en matrimoni i s'estableixen a Ítaca. Penèlope prompte s'acostuma a escoltar el seu marit parlant de les seves aventures, encara que ella dubta de la seva versió i intueix que ell li omet informació. Amb el contacte amb el seu espòs, Penèlope s'adona que allò que es deia d'ell és veritat: Odisseu és astut i mentider, encara que atent i educat al mateix temps.
L'adaptació a Ítaca no li és fàcil a Penèlope perquè no hi coneix a ningú. Euriclea, l'esclava que fou dida d'Odisseu, és qui s'ocupa d'ella i l'ajuda a integrar-se al palau. Els seus sogres, Anticlea i Laertes, són distants i no ajuden en la labor d'acollir la seva nora.
Penèlope parla sovint de la seva cosina Helena de Troia, amb qui té una relació complicada, ja que Helena sempre vol destacar allà on va, encara que això impliqui deixar en evidència Penèlope o, en el pitjor dels casos, provocar guerres.
El naixement de Telèmac i la partida d'Odisseu
Poc després del casament, neix Telèmac, qui es cria amb Penèlope, Euriclea i les dotze serventes. Quan l'infant només té un any, el seu pare marxa per lluitar a la Guerra de Troia, causada per la fuga d'Helena amb el príncep troià Paris. Anteriorment, Odisseu havia fet un jurament pel qual es comprometia a ajudar Menelau, l'espòs d'Helena, quan fos necessari. Així va ser, doncs, com Odisseu va emprendre un periple que duraria vint anys.
La vida a Ítaca sense Odisseu
Penèlope tem l'avorriment que li espera a Ítaca sense el seu marit. Sovint hi arriben notícies sobre Odisseu i els seus actes heroics. Però, d'altra banda, també hi arriben rumors que desmitifiquen la figura d'Odisseu de manera que les gestes es redueixen a situacions mundanes. Penèlope, conscient que el seu marit és llest i mentider, comença a pensar que molts d'aquests rumors són certs.
Els pretendents
Una de les dificultats amb què es troben Penèlope i Telèmac en absència d'Odisseu és l'assetjament dels pretendents, cada vegada més nombrosos a mesura que passen els anys. Els pretendents, aduladors i interessats, acudeixen a palau a diari, es proclamen hostes i mengen i beuen sense mesura. De fet, diuen que no pararan fins que Penèlope es casi amb un d'ells. Telèmac, que ha esdevingut un jove ambiciós i mentider com el pare, no suporta veure com els candidats desvalissen els seus béns. Hi ha rumors que diuen que aquests joves volen matar a Telèmac. Penèlope sap que el seu fill és massa jove per enfrontar-se a ells, així que decideix donar-los falses esperances en secret per intentar guanyar temps. Poc després, Penèlope té una idea: ella teixiria un sudari per al seu sogre i, en acabar, escolliria el seu futur marit. Els pretendents accepten aquesta condició. Penèlope desteixeix el sudari per les nits amb l'ajuda i la complicitat de les seves dotze criades. Al mateix temps, ella ordena a les dotze serventes que es guanyin la confiança dels candidats fent comentaris grollers d'ella i d'Odisseu. Així, els pretendents les contarien les seves intencions. Aquest pla produeix efectes no previstos: algunes serventes acaben sent violades o abusades. A més a més, els aspirants s'adonen de l'engany del sudari i Penèlope es veu obligada a prometre que aquesta vegada l'acabarà sense paranys.
El retorn d'Odisseu
Penèlope viu una de les etapes més dures mentre acaba el sudari. No arriben notícies d'Odisseu, Telèmac no la tracta cortesament i viu baix molta pressió per part dels pretendents. En conseqüència, ella deixa de creure en la bondat dels déus. Un dia, però, vint anys després de la seva partida, Odisseu retorna a Ítaca. Arriba a palau disfressat d'un ancià. En veure'l, Penèlope sap que es tracta d'ell, però ho amaga per protegir el seu marit dels pretendents. A més, s'adona que Telèmac està confabulat amb el seu pare. Penèlope, fingint que no sap qui és ell, ordena veure Odisseu. Ella li descriu els seus patiments i li pregunta si creu que seria una bona idea plantejar un repte en què poguessin participar tant ell mateix com els pretendents per guanyar-se la seva mà. El repte consisteix a fer servir l'arc d'Odisseu per disparar i travessar amb una fletxa el forat de dotze destrals, com havia fet el seu espòs en el passat. Ell accepta. Ella sap que és una prova amb un guanyador segur: Odisseu. D'aquesta manera, ell supera la prova i es guanya de nou la mà de Penèlope.
Després de la prova, Odisseu i Telèmac assassinen tots els pretendents i també les dotze criades de Penèlope, ja que seguint les ordres de la seva ama, aquestes havien criticat Odisseu, cosa que ell escolta quan arriba disfressat d'ancià.
Penèlope conta que no es va assabentar dels successos que tenen lloc la nit dels crims. Així doncs, quan s'aixeca l'endemà, les seves criades ja han mort. Penèlope es mostra molt afectada, però prompte s'adona i expressa que de res serveix lamentar-se.
Odisseu recupera el seu lloc
Penèlope fingeix posar a prova l'ancià per última vegada per reforçar la seva imatge d'esposa fidel. Ella li mana a Euriclea treure el llit d'Odisseu de la cambra per preparar-li'l al vell. No obstant, sols Penèlope i Odisseu saben que aquell llit estava fixat a terra, doncs estava fet amb una olivera que creixia allí mateix. Aleshores, Odisseu reacciona enutjosament creient que havien tallat la fusta de l'olivera. Penèlope fa veure que, gràcies a aquell acte, s'ha assegurat de la identitat d'Odisseu. Llavors munta un espectacle entre llàgrimes manifestant que ha reconegut Odisseu perquè ell és l'única persona a part d'ella que sap que el llit és fix a terra. D'aquesta manera és com marit i esposa reprenen la seva vida de casats, encara que poc temps després, Odisseu es veu obligat a emprendre un altre viatge per ordre divina.

### La versió de les dotze criades
Al llarg de les seves intervencions, les dotze criades exposen la seva indignació per com van ser tractades, tant per part de Penèlope com d'Odisseu i Telèmac.
Amb qui mostren més enuig és amb Odisseu, qui mana a Telèmac que les executi. Descriuen el seu amo amb adjectius com "mentider", "traicioner" i "trampós". Després de mortes, continuen perseguint Odisseu a l'Hades i turmentant-lo per sempre més.
Quant a Telèmac, les serventes conten que de petites foren com germanes per a ell. De tota manera, això no el disuadeix en el moment de l'execució, ja que la vida d'unes esclaves no té valor per a ell.
Per una altra banda, també arremeten contra Penèlope i donen a entendre que la seva ama no va ser fidel a Odisseu. És més, elles van ser còmplices de les seves aventures amoroses. Sostenen que Penèlope és qui ordena a Euriclea que assenyali les criades perquè Odisseu les faci justícia. Així doncs, els secrets de Penèlope no corren perill de difondre's.

## Caracterització dels personatges
A continuació es mostren les diferències entre la caracterització dels personatges segons l'Odissea i The Penelopiad.
|                   | L'Odissea | The Penelopiad |
| ----------------- | --- | --- |
| Penèlope          | Fidel al seu marit, noble i enginyosa.                                                                                        | Forta, independent, possiblement infidel, astuta i interessada. Sent gelosia per Helena. Manifesta no tenir la intenció de servir de model a seguir. |
| Les dotze criades | Traidores per haver-se gitat amb els pretendents i desacreditar Odisseu. Mereixen ser executades per deshonrar el seu senyor. | Obedients i fidels a la seva ama. Víctimes de la seva condició d'esclaves, són assassinades injustament. Turmenten Odisseu a l'Hades.                |
| Odisseu           | Astut, valent i fort. | Traicioner, mestre de l'engany, infidel i egòlatra.                                                                                                  |
| Telèmac           | Coratjós i llest. | Ingrat envers la seva mare, maleduca i ambiciós. |
| Euriclea          | Servicial, dona suport a Penèlope.                                                                                            | Encara que al principi és adusta amb Penèlope, acaba sent la seva confident. Penèlope, però, no li confia tots els seus secrets.                     |
| Helena            | Pretesa per molt herois per la seva bellesa.                                                                                  | Altiva, vanitosa, gaudeix de l'expectació que crea entre els homes i menysprea la seva cosina Penèlope.                                              |

## Estil
Margaret Atwood fa servir la narració en primera persona per a la veu de Penèlope. La protagonista es troba a l'Hades del segle XXI i s'expressa de manera col·loquial. La narradora intenta establir un vincle amb el lector a través de la interpel·lació perquè cregui la seva versió de la història. El to de Penèlope, burlesc, irònic i, en ocasions, vulgar, es diferencia del to solemne i dramàtic de l'Odissea.
Les dotze criades, unificades en una sola veu en la primera persona del plural, formen el cant coral propi de la tragèdia grega. El seu registre és més variat que el de Penèlope, adoptant diferents estils narratius: la balada, l'idil·li, la cançó infantil i el cant rimat (en forma de pentàmetre iàmbic)
. A banda d'això, s'afegeixen dos contexts formals: una conferència acadèmica i un procés judicial. En destaca el to irónic que sovint acompanya aquests estils narratius.

## Temes principals

### Violència
Hi ha dos grups de personatges que experimenten la violència de primera mà. Es tracta dels pretendents i de les criades. Les criades pateixen diferents formes de violència des que neixen: comencen a treballar quan encara són petites, han de viure l'assetjament dels pretendents i algunes són violades. Finalment, acaben sent víctimes d'una violència feroç ja que no se les dona una mort ràpida. Telèmac les fa sofrir una mort lenta i anguniosa quan decideix penjar-les. El fet que sigui Telèmac, company de jocs de la infància, emfatitza la deshumanització de les esclaves.

### Feminisme
The Penelopiad s'emmarca dins de la literatura feminista. Hi ha una sèrie d'indicadors que ho mostren. Per una banda, s'inverteix la perspectiva narrativa respecte al mite original, una obra que forma part del cànon literari. D'aquesta manera, l'autora desmunta la base patriarcal de l'obra grega. A més, ho fa amb dos relats pertanyents a persones de classes socials diferents: Penèlope forma part de la noblesa mentre que les criades són esclaves. D'una altra banda, es qüestionen els estereotips que han acompanyat els personatges al llarg de la història: es posa en dubte la imatge d'esposa fidel i devota de Penèlope, es parla dels defectes d'Odisseu i es desmitifiquen les seves gestes. Altrament, les criades denuncien l'opressió patriarcal, desafiant els valors establerts pels quals es regeix Odisseu. Margaret Atwood proposa una mirada reflexiva i crítica dels personatges, de les seves relacions entre ells, de les decisions que prenen i del món que els envolta. Aquest exercici dona lloc a una visió del mite que arrodoneix i completa els buits de la perspectiva masculina.

### Religió
La religió de l'antiga Grècia es compon del conjunt de mites i llegendes basats en la vida dels grans déus i herois. Així doncs, els rites, el culte, el destí dels humans i la comprensió de la realitat giren al voltant de la mitologia.
La religió grega ressona durant tota la novel·la. Penèlope sovint fa referència als déus, però no des de l'adoració, sinó des de la crítica. Posa en evidència el seu abús de poder (aquests violen a dones, per exemple) i la seva afició a provocar malentesos entre els humans amb l'objectiu de divertir-se. Penélope se sent ignorada pels déus, ja que aquests ignoren les seves pregàries i sacrificis durant quasi vint anys. De fet, amb el temps, afirma dubtar de l'existència d'aquestes divinitats.
Un altre element molt important de la religió és el regne dels morts, l'Hades, des d'on Penèlope conta la seva vida. Allà estan també part dels seus familiars i coneguts. Altres, com Odisseu, Telèmac i Helena, han begut de les aigües de l'oblit, negant i oblidant el seu passat. Consegüentment, habiten el món dels vius, cometent els mateixos errors que en la seva vida passada.

## Influències
A l'epíleg, Margaret Atwood cita les fonts utilitzades per a la reconstrucció del mite grec. Per una banda, fa servir textos tradicionals com l'Odissea d'Homer i els Himnes Homèrics. Per l'altra, el compendi de mitologia grega Els mites grecs escrit per Robert Graves, així com l'assaig Trickster Makes This World de Lewis Hyde.

## Adaptació teatral
El juliol de l'any 2007, dos anys després de la seva publicació, The Penelopiad va ser adaptada al teatre i estrenada al Swan Theatre, a Stratford-Upon-Avon, Anglaterra. Posteriorment va ser estrenada al Canadà. Va ser una coproducció entre la Royal Shakespeare Company i el Centre Nacional d'Arts del Canadà amb la direcció de Josette Bushell-Mingo. L'elenc va ser exclusivament format per dones, tretze en total. L'actriu Penny Downie va interpretar Penèlope. Entre altres actris s'inclouen Derbhle Crotty, Philippa Domville, Mojisola Adebayo i Sarah Malin.